# Ель-Форау-де-ла-Тута
Ель-Форау-де-ла-Тута — це археологічна пам'ятка в іспанському муніципалітеті Артьєда, в арагонському регіоні ла-Хацетанія. Тут розміщено залишки стародавнього римського міста, а також періоду Високого Середньовіччя. Тобто виявлено дві фази заселення на поверхні цього місця: одну в імперський римський період (з 1 по 5 століття), а іншу — у ранньосередньовічну християнську епоху (з 9 по 13 століття). Назву пам'ятки використовують як назву самого стародавнього міста, доки не буде розкрито справжню назву міста.